# گراهام آپی
گراهام رابرت آپی (به انگلیسی: Graham Robert Oppy) (زاده ۱۹۶۰) فیلسوفی استرالیایی است که حوزهٔ اصلی مطالعات وی فلسفهٔ دین است. او در حال حاضر سمت استادی فلسفه و دستیاری پژوهش را در دانشگاه موناش به عهده دارد و همچنین به عنوان مدیر انجمن فیلسوفان استرالیایی، سرویراستار مجلهٔ Australasian Philosophical Review، ویراستار دستیار در مجلهٔ استرالیاییِ فلسفه، همکاری در هیئت ویراستاری مجله‌های فیلو، Philosopher's Compass، دین‌شناسی و سوفیا را دارد. وی در سال ۲۰۰۹ جزو منتخبین آکادمی استرالیاییِ علوم انسانی بود.
گراهام رابرت آپی (زادهٔ ۱۹۶۰) یکی از فیلسوفان برجسته استرالیایی است که شهرتش عمدتاً به دلیل پژوهش‌ها و نوشته‌هایش در حوزهٔ فلسفه دین است. او در حال حاضر به عنوان استاد فلسفه و دستیار پژوهش در دانشگاه موناش در ملبورن، استرالیا، فعالیت می‌کند. آپی علاوه بر تدریس و پژوهش، نقش‌های مدیریتی و ویراستاری متعددی را در جامعه فلسفی بر عهده دارد.
آپی در سال ۱۹۶۰ در استرالیا متولد شد. او تحصیلات خود را در دانشگاه موناش آغاز کرد و سپس دکترای خود را در رشته فلسفه از این دانشگاه دریافت کرد. وی به زودی به یکی از چهره‌های مهم در زمینه فلسفه دین تبدیل شد و به ویژه به خاطر تحلیل‌های فلسفی دقیق و نقدهای سازنده‌اش در این حوزه شناخته شد.
حوزه اصلی مطالعات گراهام آپی، فلسفه دین است. او به بررسی مسائل مهمی چون وجود خدا، اخلاقیات دینی، و نقش دین در جامعه پرداخته است. آپی در آثارش به دفاع از موضع طبیعی‌گرایانه پرداخته و به تحلیل و نقد ادعاهای دین‌داران دربارهٔ وجود خدا و حقایق ماوراءالطبیعی پرداخته است. یکی از مهم‌ترین آثار او، کتاب "Arguments about God" است که به بررسی و نقد براهین مختلف در مورد وجود خدا می‌پردازد.
آپی تاکنون چندین کتاب مهم در زمینه فلسفه دین به رشته تحریر درآورده است. از جمله مهم‌ترین کتاب‌های او می‌توان به موارد زیر اشاره کرد:
1. **"Arguments about God"**: این کتاب یکی از جامع‌ترین تحلیل‌ها و نقدهای فلسفی دربارهٔ براهین اثبات وجود خدا را ارائه می‌دهد. آپی در این اثر به نقد براهین مختلفی چون برهان کیهان‌شناختی، برهان نظم، و برهان اخلاقی پرداخته است.
2. **"The Best Argument against God"**: در این کتاب، آپی به ارائهٔ استدلال‌هایی پرداخته که به اعتقاد او، قوی‌ترین استدلال‌ها علیه وجود خدا هستند. او در این کتاب به بررسی مفاهیم فلسفی و شواهد علمی پرداخته و موضع طبیعی‌گرایانهٔ خود را به‌طور مفصل توضیح داده است.
3. **"Philosophical Perspectives on Infinity"**: در این کتاب، آپی به بررسی مفهوم بی‌نهایت در فلسفه و ریاضیات پرداخته و به تحلیل چالش‌های فلسفی مرتبط با این مفهوم پرداخته است.

گراهام آپی به عنوان یکی از چهره‌های برجسته فلسفه دین، در جامعه فلسفی استرالیا و بین‌المللی نقش فعالی دارد. او به عنوان مدیر انجمن فیلسوفان استرالیایی فعالیت می‌کند و همچنین سرویراستار مجلهٔ Australasian Philosophical Review و ویراستار دستیار در مجلهٔ استرالیاییِ فلسفه است. علاوه بر این، او در هیئت ویراستاری چندین مجلهٔ معتبر فلسفی چون "فیلو"، "Philosopher's Compass"، "دین‌شناسی" و "سوفیاً نیز همکاری دارد.
آپی به خاطر فعالیت‌های علمی و پژوهشی برجسته خود جوایز متعددی دریافت کرده است. در سال ۲۰۰۹، او به عنوان یکی از اعضای منتخب آکادمی استرالیاییِ علوم انسانی شناخته شد. این انتخاب نشان‌دهندهٔ تأثیر و اهمیت آثار او در جامعه علمی و فلسفی است.
آپی به عنوان یک فیلسوف طبیعت‌گرا، منتقد بسیاری از ادعاهای دینی و فلسفی مرتبط با ماوراءالطبیعه است. او معتقد است که جهان طبیعی تنها واقعیت موجود است و هیچ نیازی به فرضیه‌های ماوراءالطبیعی نیست. این دیدگاه او باعث شده که نقدهای فراوانی بر مواضع دین‌داران و مدافعان وجود خدا وارد کند. آپی با استفاده از تحلیل‌های منطقی و فلسفی، تلاش کرده است تا نشان دهد که براهین اثبات وجود خدا ناکافی و غیرمعتبر هستند.
گراهام آپی به عنوان یکی از فیلسوفان برجسته معاصر، تأثیر بسزایی بر فلسفه دین و مباحث مرتبط با آن داشته است. آثار و نوشته‌های او به عنوان منابع مهمی برای مطالعه و پژوهش در این حوزه شناخته می‌شوند. آپی همچنان به فعالیت‌های پژوهشی و آموزشی خود ادامه می‌دهد و انتظار می‌رود که در آینده نیز با ارائه آثار جدید و تحلیل‌های عمیق‌تر، به ارتقای سطح دانش و فهم فلسفی در حوزه فلسفه دین کمک کند.

## ترجمه به فارسی
- بازآفرینی فلسفهٔ دین: درآمدی جزمی, ترجمهٔ ایمان خدافرد، نشر شب‌خیز، ۱۴۰۰. شابک ‎۹۷۸-۶۲۲-۷۱۷۸-۱۴-۲.

از جمله آثار دیگر آپی که به زبان فارسی برگردانده شده‌اند می‌توان به «بهترین برهان علیه خداوند» به ترجمهٔ زهیر باقری نوع‌پرست و «خداناباوری و ندانم‌گرایی» به ترجمهٔ اشکان مهر روشن اشاره کرد.

## کتاب‌ها
- Ontological Arguments and Belief in God, 1996. شابک ‎۰−۵۲۱−۴۸۱۲۰−۱.
- Philosophical Perspectives on Infinity, 2006. شابک ‎۰−۵۲۱−۸۶۰۶۷−۹.
- Arguing About Gods, 2006. شابک ‎۰−۵۲۱−۸۶۳۸۶−۴.
- "Evolution vs Creationism in Australian Schools", chapter in The Australian Book of Atheism, 2010. شابک ‎۹۷۸−۱−۹۲۱۶۴۰−۷۶−۶.
- The Best Argument against God, 2013. شابک ‎۹۷۸−۱−۱۳۷−۳۵۴۱۳−۶
- Reinventing Philosophy of Religion: An Opinionated Introduction, 2014. شابک ‎۹۷۸−۱−۱۳۷−۴۳۴۵۵−۵